# Dolné Zahorany
Dolné Zahorany – wieś (obec) na Słowacji położona w kraju bańskobystrzyckim, w powiecie Rymawska Sobota. Pierwsze wzmianki o miejscowości pochodzą z roku 1341. 
Według danych z dnia 31 grudnia 2012, wieś zamieszkiwało 197 osób, w tym 110 kobiet i 87 mężczyzn.
W 2001 roku pod względem narodowości i przynależności etnicznej 6,31% mieszkańców stanowili Słowacy, a 93,69% Węgrzy.
W 2001 roku 99,03% mieszkańców było katolikami rzymskimi, a 0,97% ewangelikami.